# Ben Weber (compositeur)
Pour les articles homonymes, voir Ben Weber et Weber.
William Jennings Bryan Ben Weber (né le 23 juillet 1916 à Saint-Louis (Missouri) et décédé le 16 juin 1979 à New York) est un compositeur américain.

## Biographie
Largement autodidacte, Weber travaille comme copiste et n'est reconnu pour ses talents de composition que dans les années 1950. Il utilise la gamme des douze tons, mais plutôt que d'éviter la tonalité, il travaille avec et développe un style romantique virtuose. En 1965

## Œuvres
Outre sa musique admirée par de nombreux compositeurs comme Aaron Copland, Virgil Thomson, John Cage, Elliott Carter, Milton Babbitt et David Diamond, il est également l'auteur de ses mémoires, How I Took 63 Years to Commit Suicide, écrites l'année de son décès.
Son catalogue comprend de la musique de chambre pour différentes formations d'instruments, de la musique orchestrale comprenant des concertos pour violon et pour piano, ainsi que de la musique pour piano et des mélodies.

### Musique de chambre
- Quatuor à cordes, opus 12
- Quatuor à cordes, opus 35
- Quatuor à cordes, opus 50

### Musique pour orchestre et musique concertante
- Symphonie pour violoncelle et orchestre (1945-1946)
- Morceau pour hautbois et orchestre, opus 22
- Rhapsodie concertante pour alto et petit orchestre (1957)
- Concerto pour piano (1961)

### Autres
- Huit mélodie, opus 6 ;

## Source de traduction
- (en) Cet article est partiellement ou en totalité issu de l’article de Wikipédia en anglais intitulé « Ben Weber (composer) » (voir la liste des auteurs).